# Luis Antonio Fernández de Córdoba Portocarrero
Pour les articles homonymes, voir Fernández de Córdoba.
Luis Antonio Fernández de Córdoba Portocarrero, né le 22 janvier 1696 à Montilla, dans l'actuelle province de Cordoue, en Andalousie, dans le sud de l'Espagne, et mort le 26 mars 1771 à Tolède, est un cardinal espagnol du XVIIIe siècle. Il est le neveu du cardinal Luis Manuel Fernández de Portocarrero-Bocanegra y Moscoso-Osorio.

## Biographie
Luis Antonio Fernández de Córdoba Portocarrero de Córdoba est nommé archevêque de Tolède en 1755.
Le pape Benoît XIV le crée cardinal lors du consistoire du 18 décembre 1754. Il participe au conclave de 1758 lors duquel Clément XIII est élu pape et à celui de 1769 (élection de Clément XIV).

### Sources
- Fiche du cardinal Luis Antonio Fernández de Córdoba Portocarrero sur le site fiu.edu